# Är du min älskling än?
Är du min älskling än är en sång, skriven av Rune Wallebom som ursprungligen spelades in av Janne Önnerud och utgiven av honom på albumet Kärlekens hus 1977.  Han fick också in sin version på Svensktoppen, där den låg under perioden 22 maj-14 augusti 1977. 
Låten handlar om en brottsling som släpps ur fängelset och undrar om hans partner fortfarande finns vid hans sida. 
Den spelades också in av Vikingarna samt på albumet Kramgoa låtar 5 1977. , 2002 av Matz Bladhs och 2006 av Tommys på albumet En dag i taget  och Mats Bergmans på albumet Den stora dagen 2006. .

### Fotnoter
1. ↑  ”Kärlekens hus”. Svensk mediedatabas. 26 februari 1977. http://smdb.kb.se/catalog/id/001885582. Läst 23 april 2011.
2. ↑  ”Svensktoppen”. Sveriges Radio. 26 februari 1977. http://sverigesradio.se/Diverse/AppData/Isidor/files/2023/3475.txt. Läst 23 april 2011.
3. ↑  Bert Karlsson. ”Dansbandstexterna är djupa och meningsfulla”. Får jag lov. Arkiverad från originalet den 25 maj 2012. https://archive.is/20120525182912/http://www.fjl.se/Tidningen/Bert-tycker-till1/Dansbandstexterna-ar-djupa-och-meningsfulla/. Läst 26 april 2011.
4. ↑  ”Kramgoa låtar 5”. Svensk mediedatabas. 26 februari 1977. http://smdb.kb.se/catalog/id/001887049. Läst 23 april 2011.
5. ↑  ”En dag i taget”. Svensk mediedatabas. 26 februari 2006. http://smdb.kb.se/catalog/id/002026779. Läst 23 april 2011.
6. ↑  ”Den stora dagen”. Svensk mediedatabas. 26 februari 2006. http://smdb.kb.se/catalog/id/002044137. Läst 23 april 2011.